# Lo verdader catalá
Lo verdader catalá fue una publicación quincenal de la que se llegaron a publicar 6 números, entre el 15 de marzo y el 31 de mayo de 1843. La revista se considera el primero órgano periodístico de la Renaixença, al tratarse de la primera revista ideológica escrita íntegramente en catalán. El objetivo de la publicación era desvelar la dignidad y consistencia colectiva de los catalanes. Los redactores exaltaron las tesis regionalistas, defendieron el proteccionismo económico y dieron gran importancia a la religión. La aceptación social de Lo Verdader catalá no fue buena, y su publicación duró solo tres meses. Los redactores atribuyeron el fracaso a la firme decisión de escribir solo en catalán.

## Descripción
Los números de la revista, un total de seis, correspondieron a los días 15 y 31 de marzo, 15 y 30 de abril y 15 y 31 de mayo. La dirección era compartida entre tres redactores y los ejemplares contaban con 52 páginas, con cubierta a color. Se componía de una caja de texto de 157 mmm x 100 mm, cuerpo de letra de 10 puntos, composición interlineada. Era impresa en la imprenta de Valentí Torras, Rambla dels Estudis, Barcelona.

## Análisis
«Lo verdader catalá» era una expresión frecuente entre los escritores de principios y mediados del siglo XIX, que posteriormente expresaron como catalanista. Lo verdader catalá es una de las primeras manifestaciones de la Renaixença. Según el filólogo y editor Josep Maria de Casacuberta, la publicación es el primer órgano periodístico de la incipiente Renaixença. La revista nació con una clara vocación de inculcar a sus lectores el sentimiento regionalista catalán. Los tres redactores, intentaban su propósito mediante cuatro ejes básicos: la defensa de la religión y sus valores, una clara orientación política no rupturista con el Estado español y a la vez proteccionista, la difusión de la historia de la patria, y el enaltecimiento de los avances técnicos de la agricultura y la industria. Esta “cruzada” patriótica además de perseguir el desvelo de la dignidad colectiva, buscaba lograr el bienestar del país, sobre todo, en términos económicos. Las páginas de la revista denuncian insistentemente el autoavergonzamiento de ser catalanes y añoran la Cataluña del pasado, sin abandonar las tesis tradicionalistas y los principios conservadores basados, por ejemplo, en la preponderancia de la iglesia, un régimen tradicional o la organización gremial.
Es la primera revista ideológica escrita íntegramente en catalán. Las publicaciones anteriores eran gacetas oficiales, como el Diari de Barcelona i del gobern de Catalunya, de 1810, entre otras. Esta revista representó una manifestación vanguardista y aislada de la prensa catalana, ya que hasta 25 años más tarde no se publicó otro periódico con características similares: Lo Gay Saber, fundado por Francesc Pelagi Briz en 1868.
Los redactores de Lo verdader catalá se consideraban catalanistas, pero no cuestionaban la unidad de España, todo lo contrario, como Casacuberta explica: “El leimotuv de esta campaña es la reivindicación de los derechos y prerrogativas de Cataluña, pero compatible con la absoluta adhesión de sus promotores al principio de la unidad de España” Alegaban a favor de la conservación de la personalidad tradicional de Cataluña y la firmeza de la unidad material de España: “España es nuestra nación, pero Cataluña es nuestra patria”.
Otros aspectos remarcables de la publicación, son la primacía de los redactores de la prosa dentro del periodismo, con comentarios sobre la actualidad política o vulgarizando temas científicos, la rigurosidad de la ortografía y la gramática, y el énfasis en la creencia de que el romanticismo condicionó la Renaixença catalana.
Socialmente, Lo verdader catalá, recibió muchas críticas por el hecho de estar íntegramente escrita en catalán. La respuesta de los redactores la podemos encontrar en las páginas de la misma publicación: “El principal objetivo que nos proponemos al emprender la publicación de Lo verdader catalá es sacar del abatimiento y estado de postración en que se encuentra a nuestra hermosa lengua, y ostentar sus riquezas y bellezas”.
A pesar de la convicción de sus promotores de la necesidad de un periódico que trazase las finalidades que se marcaron, el reconocimiento público fue escaso, y por lo tanto, la eficacia de su mensaje quedó disipada. Según explican los redactores en las páginas del último número publicado, el público acogió con indiferencia la idea, y ciertos círculos sociales realizaron importantes críticas e ironías. Los redactores también manifestaron su contrariedad y decepción ante la poca aceptación, por no decir menosprecio, que merecieron sus desvelos, sobre todo en boca de aquellos que luchaban y temían el rebrote catalanista, por eso remarcan que una de las causas fue la exclusividad de la lengua catalana, insólito en aquella época. Además Lo verdader catalá no contaba con una buena base económica inicial, era independiente a cualquier partido político, y no contaba con apoyo público, a pesar de ser el único periódico en lengua catalana y portavoz de la Renaixença.

## Objetivos de la publicación
Los redactores hacen una clara declaración en el prospecto de la revista donde exponen los motivos y características de la publicación: “La prosperidad y gloria de nuestra amada madre Patria, Cataluña y con ella y por ella, la de toda España, se vea aquí el blanco a donde van a parar nuestros escritos”.
Uno de los tres redactores, JMR, se lamenta de que los catalanes no sean lo suficiente conscientes de las excelencias de su Patria, y por eso, explica en un artículo, que la prosperidad de Cataluña, su gloria, su progreso, la defensa de sus privilegios y el recuerdo de sus grandezas constituirán el objetivo de la publicación. Así, el gran alcance que comporta su objetivo conduce al periódico a una diversidad temática amplia.
Querían escribir para el público sencillo, como declaraban en la dedicatoria: “Para los habitantes del campo y la montaña”. Para que la empresa que iniciaban llegase a buen puerto entendían que se tenían que dirigir al sector de población menos contaminado por influencias extranjeras, el estamento que se mantenía más radicalmente catalán. El carácter popular también se hace patente en que la polémica que puedan generar sus artículos no van dirigidos a nadie en concreto, sino a las corrientes antirreligiosas y contra la actuación de los partidos políticos, sin particularizar.
El ideario que marcan sus textos políticos es muy conservador, a pesar de que no rechazan el sistema constitucional. Por un lado atacan el abuso de libertad de imprenta, el parlamentarismo moderno y el excesivo afán de independencia y de emancipación propio de la época, y por otro lado, admiten la licitud del ejercicio de los derechos del hombre con su cristiano conocimiento, y reconocen la indiferencia en las distintas formas de gobierno.
Después de la orientación regionalista. Lo verdader, otorga a la agricultura y a la industria la relevancia como motor para relanzar la economía de Cataluña. Los redactores entendían que en Cataluña, la cuestión económica era una constante histórica y un hecho diferencial, y que hacía falta hacer valer esta aptitud como catalanes.

## Dignificación de la lengua catalana
El uso exclusivo de la lengua catalana el Lo verdader, significaba para los redactores la materialización de unos de sus objetivos, y un paso más en el camino del despertar de la consciencia catalana. Querían despertar también la consciencia lingüística y se propusieron dotar a la prensa de Cataluña de una publicidad periódica en catalán como demostración de la excelencia de la lengua catalana y como una promoción de su uso.
En todos sus números publicados, critican el menosprecio extendido socialmente hacia el catalán, tanto por los mismos catalanes como por la gente de fuera, van dando argumentos sobre la importancia del uso del catalán. Explican que es el habla propia de los catalanes “la nostra”, evocan su prestigio: “es el idioma de nuestros antiguos soberanos, de las leyes de la tierra, de la mejor producción literaria de Cataluña desde el siglo XIII hasta la fecha” y ensalzan sus cualidades no como un simple dialecto, sino como un verdadero idioma. En especial, recomiendan el uso del catalán en los medios de divulgación.

## Secciones
En el prospecto que redactaron para anunciar el nacimiento de Lo verdader, los redactores expusieron las directrices temáticas de la revista: Un artículo de religión ocupara las primeras páginas, le seguirá otro sobre industria o ciencia, en segundo lugar uno sobre política y el tercero será solo para Cataluña. Después vendrán algunos trozos escogidos de literatura, los cantos del Parnás catalán, novelas morales, cuentos constructivos y todo lo demás que por el moralismo de las buenas costumbres, hagan pasar un rato divertido.
Así, en cada número hay 5 o 6 artículos, que de acuerdo con el subtítulo de la revista son, por este orden: religión, política, industria, ciencia y literatura. De todas maneras, en 3 de los números publicados no hay ningún trabajo específico sobre política. Al lado de artículos sobre temas industriales, se publican temas agrarios, la parte destinada a ciencia, está generalmente representada por la sección de Cataluña (historia, lengua, geografía) y la sección de literatura agrupa, en prosa y en verso, textos de finalidad religiosa o patriótica, más que de propia literatura.
La sección “Variedades y Noticias” contiene el santoral de la quincena siguiente a la fecha de publicación, las principales ferias de Cataluña, una breve explicación sobre las festividades religiosas de la quincena, el estado meteorológico de Barcelona, correspondiente al mes precedente y un noticiario de hechos de actualidad, especialmente políticos.

## Los redactores
Siguiendo la costumbre de la época, los tres redactores de Lo verdader, firmaban con las iniciales J.M.R., P.R.P. y M.R.B. Según Josep Maria de Casacuberta, las iniciales corresponden a Josep Maria Rodríguez, Pere Roquer Pagani y de M.R.B, no desvela la identidad ya que considera que no hay datos suficientes para atribuirla a ningún nombre conocido.
De los artículos publicados se desprende que eran personas jóvenes, con otras ocupaciones y poca experiencia periodística. De aquí sus frecuentes manifestaciones de humildad: Bien sabemos no ser bastante digno de vosotros lo que os presentamos.